# スターゲイザー級
スターゲイザー級（-きゅう、Stargazer class）は、アメリカのSFテレビドラマ『スタートレック』シリーズを原作とするMMORPG、『Star Trek Online』に登場する宇宙艦隊所属宇宙船のクラス。24世紀後半から25世紀初めにかけて活躍する。

## 概要
惑星連邦宇宙艦隊の重巡洋艦。乗員500名。基本的にコンステレーション級のフォルムを踏襲しており、船体やワープナセルなどの各部を2380年代当時の最新デザインにリニューアルしたような外見になっている。
第一船体（円盤部）は丸みを帯びた緩やかな三角形に近く、横に広い楕円状のメインデフレクター盤は第一船体（円盤部）下面先端の窪みに設置されている。特筆すべきはワープナセルを8基（2基ごとにまとめられたものを4セット）搭載している点で、下面のワープナセルは前半分ほどが第一船体に被る位置で接続されている。
光子魚雷ランチャー、フェイザーアレイ、フェイザータレットで武装。

## スターゲイザー級宇宙船一覧
U.S.S.スターゲイザーA　（U.S.S.Stargazer-A　NX-2893-A→NCC-2893-A）
24世紀中頃にジャン＝リュック・ピカードが指揮したU.S.S.スターゲイザーの船名と登録番号を受け継いだ、スターゲイザー級の一番艦。地球軌道上のサンフランシスコ造船所で建造され、2381年に進宙。
U.S.S.カーク（二代目）　（U.S.S.Kirk）
ゼリン大佐の指揮。宇宙艦隊特務機動隊の旗艦。2409年にヒロミ星系をパトロール中にクリンゴン艦と交戦し中破。船名は23世紀の宇宙艦隊士官ジェームズ・T・カークに由来。